# Салов, Михаил Владимирович
Михаи́л Влади́мирович Са́лов (1918—1941) — командир звена 65-го штурмового авиационного полка 103-й смешанной авиационной дивизии Карельского фронта, лейтенант. Герой Советского Союза.

## Биография
Родился 21 декабря 1918 года в городе Богородск ныне Нижегородской области в семье рабочего. Русский. В 1934 году, после окончания семи классов школы № 1 города Богородска, стал рабочим швейно-такелажного комбината. Одновременно обучался в аэроклубе.
По специальному набору ЦК ВЛКСМ в 1938 году направлен в Энгельсское военное авиационное училище. По его окончании в 1939 году служил лётчиком-истребителем в звании лейтенанта в Ленинградском военном округе. Участник советско-финской войны 1939—1940 годов.
22 июня 1941 года, в первый день Великой Отечественной войны, отражая налёт вражеских самолётов на Ленинград, уничтожил немецкий истребитель. Освоив профессию лётчика-штурмовика, осенью 1941 года стал командиром звена 65-го штурмового авиационного полка, переброшенного в южную Карелию. Этот авиаполк был придан 7-й армии, которая вела здесь тяжёлые оборонительные бои против превосходящих сил финской группировки. Штурмовые удары лётчиков по живой силе и технике противника оказали большую помощь наземным войскам. 
За отличные боевые действия и большой урон, нанесённый захватчикам, 65-й авиационный полк был преобразован в гвардейскую часть — 17-й гвардейский штурмовой авиационный полк. Пяти его лётчикам было присвоено звание Героя Советского Союза. 
3 сентября близ Сямозера лётчики под его командованием разбомбили склад с боеприпасами, а на следующий день — 7 автомашин. 7 сентября в районе Киндасово они уничтожили 8 автомашин и до взвода вражеской пехоты. 14 сентября 5 советских самолётов, ведомые лейтенантом Михаилом Саловым, несмотря на сильный огонь зенитной артиллерии, произвели бомбовую атаку войск противника и разгромили понтонный мост через реку Свирь. 15 сентября прямым попаданием бомбы был уничтожен вражеский танк у озера Пряжинское. Через четыре дня шестерка самолётов Салова разгромила севернее Киндасово немецкий войсковой штаб. 21 ноября 1941 года звено Михаила Салова в составе четырёх самолетов в трудной метеорологической обстановке на бреющем полёте атаковало вражескую пехоту, двигавшуюся по льду Сойозера, и уничтожило до двух взводов солдат. Затем наши самолёты пошли в атаку на зенитную батарею врага. В этом бою самолёт лейтенанта Салова был подожжён и упал в четырёх километрах восточнее Сойозера. Это был последний бой лётчика. 
За пять первых месяцев войны командир звена комсомолец лейтенант Салов М. В. совершил сто семнадцать успешных боевых вылетов. Было уничтожено сорок шесть автомашин с грузами, боеприпасами и пехотой, десятки огневых точек, скопления живой силы и техники врага.
Указом Президиума Верховного Совета СССР «О присвоении звания Героя Советского Союза начальствующему и рядовому составу Красной Армии» от 22 февраля 1943 года за «образцовое выполнение боевых заданий командования на фронте борьбы с немецкими захватчиками и проявленными при этом отвагу и геройство» удостоен посмертно звания Героя Советского Союза.
Награждён орденом Ленина, двумя орденами Красного Знамени. 
Память
В городе Богородск на Аллее Героев установлен бюст М. В. Салова, его именем названа улица. Так же именем Салова названа и улица в г.Ленинграде/Санкт-Петербурге.